# Tweede Kamerverkiezingen 1946

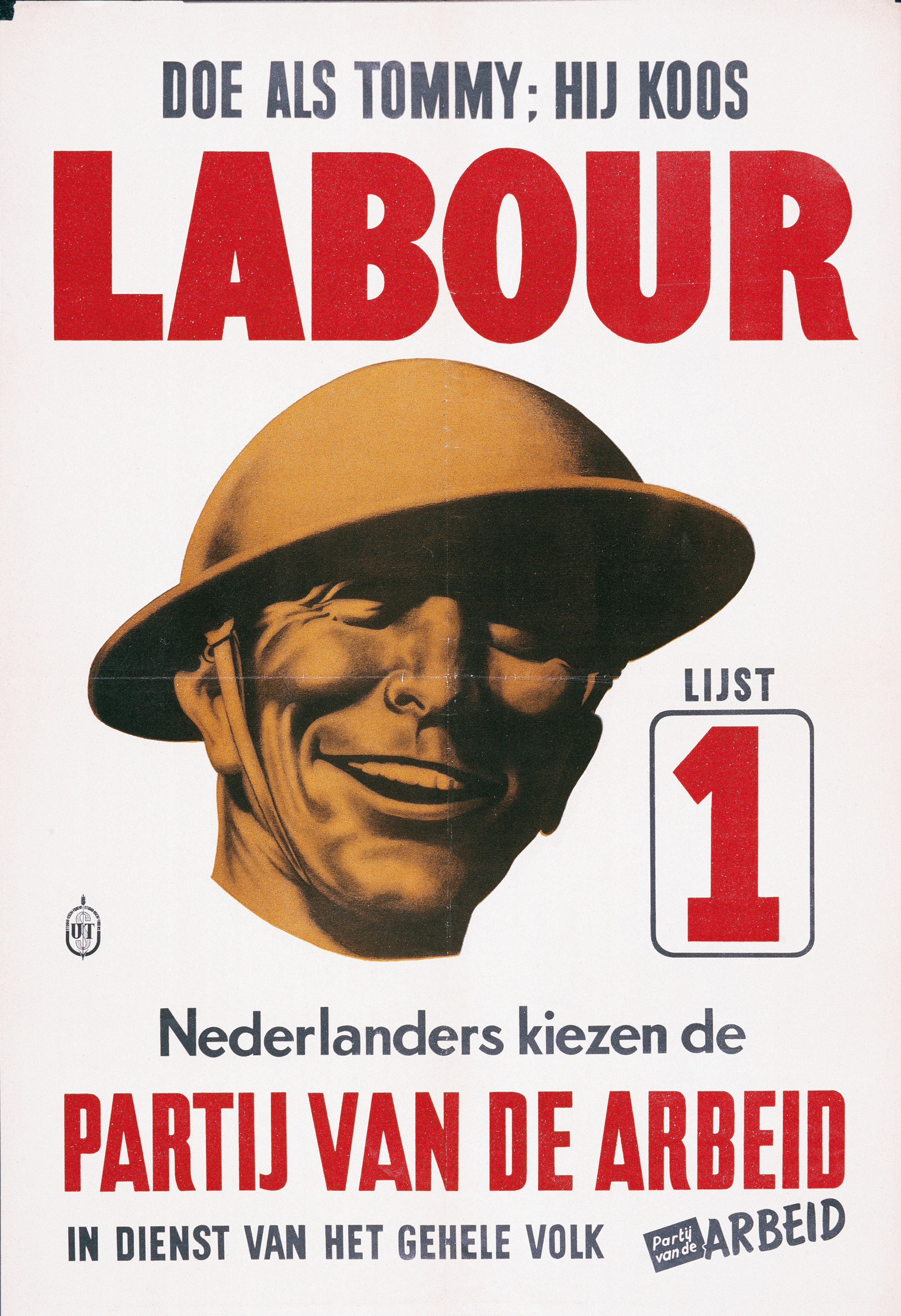
De PvdA probeerde kiezers te winnen door te wijzen naar de winst in 1945 van de Britse Labour Party

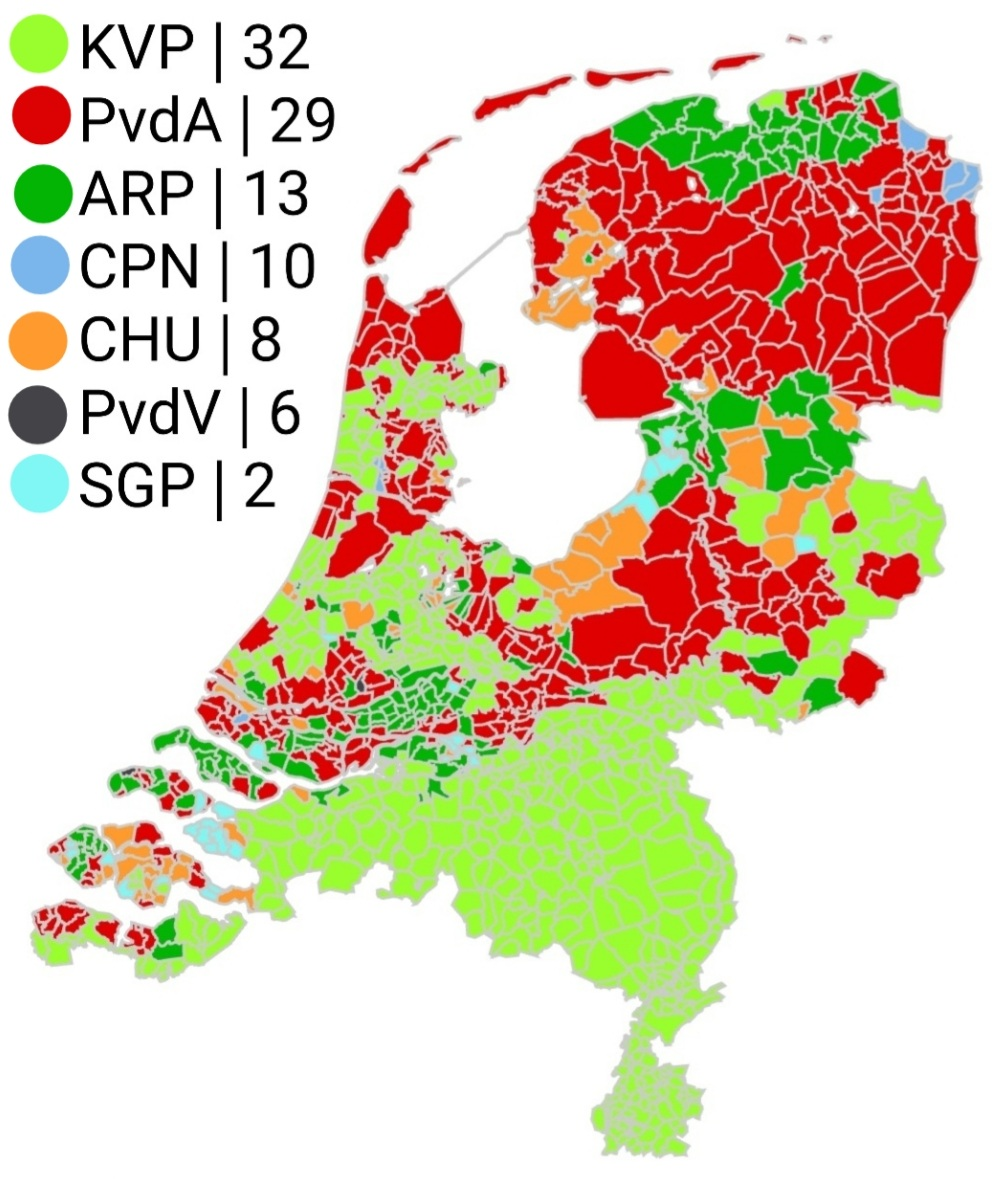
Grootste partij per gemeente

De Tweede Kamerverkiezingen 1946 waren verkiezingen in Nederland voor de Tweede Kamer der Staten-Generaal. Zij vonden plaats op 17 mei 1946.
Na het einde van de Tweede Wereldoorlog werd in Nederland een nood-parlement ingesteld. Hierin zaten leden van het laatste parlement van voor de oorlog, aangevuld met aangewezen leden. Daarbij werd getracht de stromingen die zich in de oorlog onderscheiden hadden ook in de Kamer op te nemen. Oud-leden die kenbaar 'fout' waren geweest, met name de NSB-leden, mochten hier geen plaats in nemen.
De roep om zo spoedig mogelijk nieuwe verkiezingen te houden was vrij groot. Toch duurde het tot mei 1946 voordat het interim kabinet-Schermerhorn-Drees verkiezingen liet houden.

## Deelnemende partijen
Op 9 april 1946 vond de kandidaatstelling plaats. Er namen in de 18 kieskringen 10 politieke partijen deel: de Partij van de(n) Arbeid (PvdA), de Anti-Revolutionaire Partij (AR), de Protestantsche Unie, de Katholieke Volkspartij (KVP), de Staatkundig-Gereformeerde Partij (SGP), de Christelijk-Historische Unie (CHU), de Communistische Partij van Nederland (CPN), de Partij van de Vrijheid, de Nederlandse Bellamy Partij en de groep Lopez (Onafhankelijke Partij). Bij de vorige Tweede Kamerverkiezingen in 1937 waren er twintig deelnemende partijen geweest.

## Verkiezingsprognose
In 1946 werd het Nederlands Instituut voor de Publieke Opinie (NIPO) opgericht, dat een zogeheten Gallup poll uitvoerde, een steekproef waarbij aan kiezers werd gevraagd welke partij zij zouden stemmen indien er die dag verkiezingen zouden plaatsvinden. De uitslag daarvan werd kort voor de daadwerkelijke verkiezingen bekendgemaakt.

## Uitslag

### Opkomst en kiesdeler
|                          | 1937      | 1937      | 1946      | 1946  |
| # stemmen                | %         | # stemmen | %         |       |
| ------------------------ | --------- | --------- | --------- | ----- |
| Kiesgerechtigden         | 4.462.859 |           | 5.275.888 |       |
| Niet opgekomen           | 249.956   | 5,60      | 363.873   | 6,90  |
| Opkomst                  | 4.212.903 | 94,40     | 4.912.015 | 93,10 |
| Blanco/ongeldige stemmen | 154.826   | 3,68      | 151.304   | 3,08  |
| Geldige stemmen          | 4.058.077 | 96,32     | 4.760.711 | 96,92 |
| Kiesdeler                | 40.580,77 | -         | 47.607,11 | -     |

### Verkiezingsuitslag naar partij
Op 24 mei werd de officiële uitslag bekendgemaakt. Totaal waren er 4.760.711 geldige stemmen uitgebracht.  In deze eerste naoorlogse verkiezingen liep het resultaat van de PvdA het meest in het oog. Deze nieuwgevormde partij behaalde 29 zetels, twee minder dan haar vooroorlogse voorlopers SDAP, VDB en CDU. 
Daarnaast was het resultaat van de CPN zeer opmerkelijk. Deze partij die in 1937-1940 drie zetels in de Tweede Kamer had, behaalde in 1946 tien zetels. Waarschijnlijk was dit hoofdzakelijk vanwege het aanzien dat de Sovjet-Unie had gewonnen door haar prominente rol in de overwinning op nazi-Duitsland en de reputatie van de Februaristaking en de uitgave van de verzetskrant  De Waarheid, die na de Bevrijding een landelijk dagblad werd. Volgens sommige commentaren zouden vele voormalige aanhangers van de linkervleugel van de SDAP op de CPN gestemd hebben. Dit was het beste resultaat dat de communisten zouden bereiken; nadien zou hun zeteltal langzaam dalen. Met name in Amsterdam (kieskring IX) behaalde de CPN vele stemmen: bij de Tweede Kamerverkiezingen 1937 betrof dit nog 51.350 stemmen (12,8 %) en bij de Provinciale Statenverkiezingen 1939 54.246 stemmen (13,1%), maar bij deze verkiezingen 129.189 stemmen (30,07%).
Grootste partij werd de KVP met 32 zetels, één meer dan de RKSP in 1937. De nieuwgevormde (liberale) Partij van de Vrijheid behaalde zes zetels. Ten opzichte van 1937 verloor de ARP vier zetels.
De Protestantsche Unie, de Nederlandse Bellamy Partij en de groep Lopez (ook wel groep Lopes genoemd) behaalden minder stemmen dan de kiesdeler.
De vijf te verdelen restzetels werden achtereenvolgens toegekend aan de ARP, de CPN, de KVP, de CHU en de PvdA.
| Partij                   | Partij                     | 1937      | 1937  | 1937   | 1946      | 1946  | 1946   | verschil | verschil |
| Partij                   | Partij                     | # stemmen | %     | zetels | # stemmen | %     | zetels | %        | zetels   |
| ------------------------ | -------------------------- | --------- | ----- | ------ | --------- | ----- | ------ | -------- | -------- |
|                          | KVP                        | 1.170.431 | 28,84 | 31     | 1.466.582 | 30,81 | 32     | +1,97    | +1       |
|                          |                            |           |       |        |           |       |        |          |          |
|                          | SDAP                       | 890.661   | 21,95 | 23     |           |       |        |          |          |
|                          | VDB                        | 239.502   | 5,90  | 6      |           |       |        |          |          |
|                          | CDU                        | 85.004    | 2,09  | 2      |           |       |        |          |          |
|                          | PvdA                       | -         | -     | -      | 1.347.940 | 28,31 | 29     |          |          |
|                          | subtotaal                  | 1.215.167 | 29,94 | 31     | 1.347.940 | 28,31 | 29     | -1,63    | -2       |
|                          |                            |           |       |        |           |       |        |          |          |
|                          | ARP                        | 665.501   | 16,40 | 17     | 614.201   | 12,90 | 13     | -3,50    | -4       |
|                          | CPN                        | 136.026   | 3,35  | 3      | 502.963   | 10,56 | 10     | +7,21    | +7       |
|                          | CHU                        | 302.829   | 7,46  | 8      | 373.217   | 7,84  | 8      | +0,38    | 0        |
|                          | PvdV                       | 160.260   | 3,95  | 4      | 305.287   | 6,41  | 6      | +2,46    | +2       |
|                          | SGP                        | 78.619    | 1,94  | 2      | 101.759   | 2,14  | 2      | +0,20    | 0        |
|                          | Protestantsche Unie        | 24.543    | 0,60  | 0      | 32.020    | 0,67  | 0      | +0,07    | 0        |
|                          | Nederlandse Bellamy Partij | -         | -     | -      | 11.205    | 0,24  | 0      | +0,24    | 0        |
|                          | groep Lopez                | -         | -     | -      | 5.537     | 0,12  | 0      | +0,12    | 0        |
|                          | NSB                        | 171.137   | 4,22  | 4      | -         | -     | -      | -4,22    | -4       |
| overige partijen in 1937 | overige partijen in 1937   | 133.564   | 3,29  | 0      | -         | -     | -      | -3,29    | 0        |
| Totaal                   | Totaal                     | 4.058.077 | 100   | 100    | 4.760.711 | 100   | 100    | 0        | 0        |

## Kabinetsformatie
Op 3 juli 1946 trad het kabinet-Beel I aan, dat bestond uit ministers van KVP en PvdA, aangevuld met enkele partijlozen.
*1848 · *1850 · **1852 · *1853 · **1854 · **1856 · **1858 · **1860 · **1862 · **1864 · **1866 (I) · *1866 (II) · *1868 · **1869 · **1871 · **1873 · **1875 · **1877 · **1879 · **1881 · **1883 · *1884 · *1886 · *1887 · *1888 · 1891 · *1894 · 1897 · 1901 · 1905 · 1909 · 1913 · *1917 · *1918 · 1922 · 1925 · 1929 · *1933 · 1937 · *1946 · *1948 · 1952 · 1956 · *1959 · 1963 · *1967 · 1971 · *1972 · 1977 · 1981 · *1982 · 1986 · *1989 · 1994 · 1998 · 2002 · *2003 · *2006 · *2010 · *2012 · 2017 · 2021 · *2023
* Algemene verkiezingen in verband met (vervroegde) ontbinding van de Tweede Kamer
** Periodieke verkiezingen in verband met het einde van de zittingstermijn van de helft van de Tweede Kamerleden